# Entedon anthonomi
Entedon anthonomi är en stekelart som beskrevs av Schauff 1988. Entedon anthonomi ingår i släktet Entedon och familjen finglanssteklar. Inga underarter finns listade i Catalogue of Life.